# 威廉·穆勒
威廉·A·穆勒（英語：William A. Mueller，1901年1月17日—1992年5月11日），美国音频工程师，曾2次被提名奥斯卡最佳音响效果奖。1992年去世，享年91岁。

## 部分影视作品
- 野姑娘杰恩（英语：Calamity Jane (film)） (1953)[1]
- 罗伯茨先生（英语：Mister Roberts (1955 film)） (1955)[2]